# Гексатиоцианатоплатинат калия
Гексатиоцианатоплатинат калия — неорганическое соединение,
комплексная соль калия, платины и роданистоводородной кислоты
с формулой K2Pt(SCN)6,
красные кристаллы,
растворяется в воде.

## Физические свойства
Гексатиоцианатоплатинат калия образует красные кристаллы
тригональной сингонии,
пространственная группа P 3m,
параметры ячейки a = 0,6733 нм, c = 1,026 нм, Z = 1.
Растворяется в воде.